# Indice di resa cromatica
L'indice di resa cromatica (IRC o {\displaystyle R_{a}}), oppure in inglese Color Rendering Index (CRI), di una sorgente luminosa è una misura di quanto naturali appaiano i colori degli oggetti da essa illuminati.

## Considerazioni preliminari
Il colore con cui ci appare un oggetto che non emette luce propria dipende sia dal suo modo di riflettere la luce (cioè da quali lunghezze d'onda
riflette maggiormente) sia dalla luce che lo illumina (cioè dalla composizione spettrale di quest'ultima). Dunque, non ha senso parlare di colore reale di un oggetto in senso assoluto senza specificare il tipo di sorgente luminosa che lo illumina.
Appare ragionevole associare ad alcune particolari sorgenti luminose un ruolo privilegiato per ritenere naturali i colori con cui appaiono gli oggetti quando vengono da esse illuminati: tali sorgenti dovranno avere uno spettro completo di tutte le lunghezze d'onda nel visibile in modo che non vengano trascurate particolari lunghezze d'onda rispetto ad altre. Come sorgente luminosa privilegiata possiamo, ad esempio, considerare la luce diurna oppure la radiazione emessa da un corpo nero ad una determinata temperatura (non inferiore a 1900 K): entrambe soddisfano il requisito di completezza dello spettro.
Per definire l'indice di resa cromatica si prende come riferimento proprio la radiazione emessa da un corpo nero: data una sorgente luminosa a una determinata temperatura di colore, tale indice misura la differenza tra come, in generale, appaiono cromaticamente gli oggetti quando sono da essa illuminati e come appaiono quando sono illuminati da una sorgente campione costituita da un corpo nero alla stessa temperatura. Minore è tale differenza, migliore è la resa cromatica della sorgente e maggiore è il valore dell'indice.

## Definizione
Poiché è corretto confrontare sorgenti alla stessa temperatura di colore, per prima cosa, occorre determinare la temperatura di colore della sorgente in esame, in modo da poter stabilire quale sorgente prendere come campione. Dunque, l'indice di resa cromatica per una sorgente luminosa, con temperatura di
colore T, si calcola nel modo seguente: 
- si considera un corpo nero alla stessa temperatura T; nella pratica, se T>5000 K, si utilizzano particolari sorgenti standard stabilite dalla CIE (dal francese Commission Internationale de l'Éclairage - Commissione Internazionale dell'Illuminazione, un organismo che stabilisce metodologie e misure standard per l'illuminotecnica);
- si prendono otto piastrine di colori standard scelti dalla CIE: Rosso, Giallo, Giallo-verde, Verde, Verde-bluastro, Blu-violaceo, Violetto, Porpora rossastro (violetto più rosso);
- si illuminano le otto piastrine sia con la sorgente campione, sia con la sorgente in esame.

A questo punto, ricordiamo che un qualunque colore, con qualunque gradazione, può essere individuato univocamente con alcuni parametri chiamati coordinate cromatiche, per esempio le percentuali di colori fondamentali che occorre miscelare per ottenere tale colore. 

Di conseguenza, è possibile realizzare dei diagrammi, con degli assi cartesiani, nei quali ad ogni colore corrisponde un punto le cui coordinate sono uguali alle coordinate cromatiche del colore in questione. Sono stati proposti molti diagrammi di questo tipo: quello utilizzato per il calcolo dell'indice di resa cromatica è il diagramma noto con la sigla CIE 1960.
Allora, dopo avere illuminato le otto piastrine: 
- si tracciano sul diagramma sia gli otto punti corrispondenti alle apparenze cromatiche delle piastrine illuminate con la sorgente campione, sia gli otto punti corrispondenti alle apparenze cromatiche delle piastrine illuminate con la sorgente in esame, ottenendo, complessivamente, otto coppie di punti;
- si calcola la distanza che intercorre tra i due punti di ciascuna coppia, ottenendo, complessivamente, otto valori

{\displaystyle \Delta E_{i}={\sqrt {(U_{i}-U_{i0})^{2}+(V_{i}-V_{i0})^{2}+(W_{i}-W_{i0})^{2}}}}
- per ciascuna di queste otto distanze, si sottrae dal valore 100 il valore di tale distanza moltiplicato per un opportuno fattore (sempre uguale tutte le otto volte), ottenendo, complessivamente, otto valori

{\displaystyle R_{i}=100-4,6\Delta E_{i}}
(il fattore 4,6 deriva dalla calibratura operata utilizzando come lampada di riferimento una fluorescente standard con indice di resa cromatica posto uguale a 50);
- a questo punto, l'indice di resa cromatica è dato dalla media aritmetica

{\displaystyle R_{a}={\frac {1}{8}}\sum _{i=1}^{8}R_{i}}
Evidentemente, se l'apparenza cromatica delle piastrine non muta passando dalla sorgente campione a quella in esame, tutte le otto distanze sono nulle e l'indice di resa cromatica è pari al 100%. 
È possibile perfezionare il calcolo dell'indice di resa cromatica, aggiungendo altre sei piastrine di colori standard CIE, per un totale di quattordici piastrine, ed utilizzando diagrammi più complessi.

## Valori dell'indice di resa cromatica con alcune sorgenti reali
Tutti i radiatori termici a spettro continuo, quindi tutte le lampade a filamento incandescente, siano esse ad alogeni o normali, avendo un'emissione sostanzialmente simile a quella del corpo nero, presentano un indice di resa cromatica pari al 100%.
Per tutte le sorgenti a scarica nel gas, cioè con spettro a bande, l'indice sarà sempre minore del 100%. Per esempio, le lampade fluorescenti trifosforo hanno un indice di resa cromatica pari all'80-85%, mentre per le pentafosforo il valore è intorno al 95%. Ricordiamo anche che per le lampade fluorescenti, ma anche per altre sorgenti luminose, i produttori forniscono indicazioni sulla resa cromatica mediante la prima cifra di un apposito codice di colore.
In generale, un indice pari all'85-100% indica un'ottima resa cromatica. Essa è considerata buona per valori del 70-85% e discreta per valori del 50-70%.

## Utilizzo delle diverse sorgenti luminose in base all'indice di resa cromatica
La norma UNI 10380 suddivide l'insieme dei possibili valori dell'indice di resa cromatica in cinque gruppi:
- 1A: {\displaystyle R_{a}\geq } 90%
- 1B: 80% {\displaystyle \leq R_{a}<} 90%
- 2: 60% {\displaystyle \leq R_{a}<} 80%
- 3: 40% {\displaystyle \leq R_{a}<} 60%
- 4: 20% {\displaystyle \leq R_{a}<} 40%

La norma fornisce anche qualche indicazione su quale IRC utilizzare a
seconda degli ambienti da illuminare:
- 1A: abitazioni, musei, studi grafici, ospedali, studi medici, ecc.
- 1B: uffici, scuole, negozi, palestre, teatri, industrie tessili e dei colori, ecc.
- 2: locali di passaggio, corridoi, scale ascensori, palestre, aree servizio, ecc.
- 3: interni industriali, officine, magazzini depositi, ecc.
- 4: parcheggi, banchine, cantieri, scavi, aree di carico e scarico, ecc.

## I limiti dell'indice di resa cromatica
È da notare che può accadere che, anche se complessivamente il valore dell'indice di resa cromatica è buono, per qualche particolare lunghezza d'onda la resa cromatica non sia buona. Ciò significa che una sorgente luminosa con un indice elevato avrà la tendenza a rendere bene un ampio spettro di colori, ma non garantisce l'apparenza naturale di un colore specifico. Questo può accadere per due motivi.
In primo luogo, poiché l'indice di resa cromatica nasce da una media di otto (o più) valori associati a diverse lunghezze d'onda, può accadere che, anche se complessivamente il suo valore è buono, per qualche particolare lunghezza d'onda la resa cromatica non sia buona, cioè che il comportamento della sorgente in esame si discosti in modo rilevante da quello della sorgente campione solo per tale lunghezza d'onda: in pratica può accadere che, mentre complessivamente {\displaystyle R_{a}} abbia un valore elevato, ci sia qualche {\displaystyle R_{i}} con valore non elevato.
In secondo luogo, inevitabilmente, una qualunque sorgente luminosa reale, pur presentando eventualmente uno spettro continuo in tutto l'intervallo del visibile, mostra dei picchi di maggiore emissione per certe lunghezze d'onda. Di conseguenza, per descriverla correttamente, oltre alla resa cromatica, si deve sempre considerare anche la sua temperatura di colore. Del resto, anche lo stesso corpo nero presenta un picco di maggiore emissione per una certa lunghezza d'onda dipendente dalla sua temperatura. Abbiamo detto che l'indice di resa cromatica è definito confrontando sorgenti con la stessa temperatura di colore; cosa accade se, per qualche motivo, è necessario, invece, confrontare sorgenti con temperature di colore diverse?
Risulta evidente che, se andiamo a confrontare la sorgente in esame con una che ha dei picchi per valori diversi di lunghezze d'onda (ossia con una sorgente con diversa temperatura di colore), la resa cromatica della sorgente in esame risulterà migliore solo per le lunghezze d'onda per le quali la sua emissione è quantitativamente simile a quella della sorgente con cui viene confrontata.
Per esempio, se viene confrontata con la luce diurna, una lampada ad incandescenza, che ha una temperatura di colore di circa 3000 K, pur avendo un indice di resa cromatica del 100%, non rende al meglio le diverse tonalità di blu, specialmente se un oggetto non è sufficientemente illuminato da essa, poiché per la lunghezza d'onda corrispondente a tale colore l'emissione della lampada è minore rispetto alla luce diurna (e ciò accadrebbe anche se la sorgente in esame fosse proprio un corpo nero a 3000 K).